# 아와라촌 (아이치현 니시카스가이군)
아와라촌(阿原村)은 아이치현 니시카스가이군에 설치되었던 촌이다. 현재의 기요스시에 해당한다.